# Centro storico - Donne sottotetto
Centro storico - Donne sottotetto è un film italiano di genere commedia sentimentale del 1992, diretto da Roberto Giannarelli.

## Trama
In un appartamento di pochi metri quadrati nel centro storico di Roma, per una serie di circostanze si ritrovano a convivere cinque donne. La proprietaria dell'alloggio, Sandra, regista in crisi creativa, si vede arrivare un'amica di famiglia, Graziella, appena reduce da un lutto familiare e desiderosa di liberarsi da un clima oppressivo, accompagnata dal suo ragazzo, lo sceneggiatore Fabrizio, che si sostiene con camomille e antidepressivi. Graziella, dal canto suo, si rivela dal carattere infantile e piuttosto invadente e Sandra, dopo aver avuto qualche dissapore con lei, non esita ad avviare una storia d'amore con Fabrizio, iniziando a progettare con lui il matrimonio parlandone con sua madre.
L'idillio viene presto interrotto da altre ragazze, già conviventi per conto proprio, che piombano nell'appartamento: l'attrice pubblicitaria Carola; Diana, unica ad avere un lavoro fisso, appassionata di tarocchi e animali (soprattutto gatti); la fotografa Ramona, "ingombrante" in tutti i sensi. In breve tempo il già precario equilibrio della difficile convivenza peggiora: Graziella, dopo aver fallito il periodo di prova come giornalista in un quotidiano, è costretta a fare la baby-sitter; Sandra, resasi conto dell'inconsistenza del suo rapporto con Fabrizio – il quale attira l'interesse delle altre coinquiline, soprattutto Carola – parte improvvisamente per Mosca mentre il ragazzo "sparisce" momentaneamente adducendo un ricovero all'ospedale per un malore.
Le amiche organizzano una festa di compleanno per Sandra a sua insaputa e, al suo ritorno dal viaggio, le tensioni e le frustrazioni accumulate tra le donne sfociano in un litigio generale, in presenza di molti invitati, dove ad avere la peggio è Fabrizio, che viene cacciato di casa. Quando l'atmosfera si calma, tutto ritornerà alla normalità: le cinque donne stavolta convivono d'amore e d'accordo, facendo progetti per il futuro. Fabrizio suonerà invano il campanello dell'alloggio per tentare una riconciliazione con Sandra.

## Distribuzione
Il film di Roberto Giannarelli – che in precedenza aveva diretto l'episodio Amore a cinque stelle, della serie Piazza Navona – fu presentato alla 49ª Mostra internazionale d'arte cinematografica di Venezia nella sezione "Vetrina del cinema italiano" col titolo Centro storico. Ebbe il visto di censura n. 87.942 del 18 agosto 1992 per una lunghezza di 2.978 metri. Il titolo per la distribuzione nelle sale fu Donne sottotetto.

## Riconoscimenti
- 1993 - Nastro d'argento
  - Candidatura alla migliore attrice non protagonista a tutto il cast femminile: Giuliana De Sio – che rifiutò la nomination – Amanda Sandrelli, Serena Grandi, Sabrina Ferilli e Nadia Rinaldi